# Liste de locutions latines commençant par B
Aller à l'index de locutions latines
Barba tenus sapientes« Sage à mesure de la barbe. » Sage en apparence seulement.
Barba non facit philosophum« La barbe ne fait pas le philosophe. » Équivalent de : “L'habit ne fait pas le moine.” Locution latinisée attribuée à Plutarque, mais dont on trouve des formes plus ou moins proches chez Ammien Marcellin, Antipater de Sidon, Julien antécesseur, Lucien.
Beata Virgo Maria« Bienheureuse Vierge Marie. » Expression courante dans le rituel de l'Église catholique romaine pour désigner la mère de Jésus.
Beatæ memoriæ« Au souvenir heureux de… » Voir In memoriam.
Beati hispani, quibus vivere bibere est« Heureux les Espagnols pour qui vivre c'est boire. » Moquerie sur l'accent en latin des Espagnols, Basques, Gascons, Aquitains qui prononçaient "v" comme "b", c'est-à-dire vivere (« vivre ») comme bibere (« boire »).
Beati monoculi in terra cœcorum.« Les borgnes sont heureux au pays des aveugles. » Proverbe latin dont la forme française est : « Au pays des aveugles les borgnes sont rois. »
Beati pauperes in spiritu« Bienheureux les pauvres en esprit. » Extrait du Sermon sur la montagne de Jésus. (Voir Bible, Évangile de Matthieu, V, 3). Ne signifie pas “Heureux les pauvres d'esprit (les idiots)”, mais “Heureux ceux qui ont l'esprit de pauvreté”, c'est-à-dire ceux qui sont détachés des biens matériels et n'aspirent qu'à la richesse spirituelle. Anciennement traduit à la blague au Québec par l'alliteration : « Heureux les creux; le royaume des cieux est à eux. »
Beati possidentes« Heureux ceux qui possèdent. » Adage affectionné, paraît-il, de Bismarck (? [réf. nécessaire]). Attribué parfois, de façon douteuse, à Euripide. Voir aussi Guizot.
beatus homo qui invenit sapientiam« Heureux l'homme qui a trouvé la sagesse. » Bible, Proverbes, 3, 13. Le proverbe complet est : “Heureux l'homme qui a trouvé la sagesse, Et l'homme qui possède l'intelligence.” (Trad. Louis Segond, 1910).
Beatus ille qui procul negotiis« Heureux qui, loin des affaires… » Horace, Épodes, 2, 1. Début d'une ode où le poète vante le charme des campagnes, loin du bruit de la ville. Voir le texte ici.
Beatus qui prodest quibus potest« Heureux qui vient se rendre utile à ceux qu'il peut aider. » Adapté de Cicéron, De Officiis, 3.64. Voir le texte complet ici.
Bella horrida bella« Des guerres, d'horribles guerres ». Virgile, Énéide, vi, 86. Énée, venu consulter la Sybille reçoit d'elle l'oracle suivant : "Je vois des guerres, d'horribles guerres, et Thybris écumant d'un sang abondant." (Thybris = le Tibre).
Bella gerant alii« Laisse les autres faire la guerre. » Ovide, Héroïdes, 13, 84 : Laodamie écrit à son époux Protésilas engagé à la guerre de Troie. Elle le supplie de se garder du danger et de laisser les autres guerroyer, mais il est l'un des premiers Grecs tués à Troie. Formule utilisée lors de mariages de Habsbourg en 1477 et 1496, par la voix du roi Matthias : Bella gerant alii, tu felix Austria nube. « Les heureux Autrichiens se marient au lieu de faire la guerre. » Allusion à l'ancienne politique de la maison d'Autriche qui nouait systématiquement des alliances maritales avec les autres maisons royales d'Europe.
Bella matribus detestata« La guerre, dont les mères ont horreur. » Horace, Odes [détail des éditions] [lire en ligne], I, 1, 24-25.
Bellum omnium contra omnes« La guerre de tous contre tous. » Formule utilisée par le philosophe britannique Thomas Hobbes pour décrire l'état de nature.
Bellum se ipsum alet« La guerre se nourrit d'elle-même. » Autrement dit, "l'armée se nourrit sur le pays." Tite-Live, Histoire romaine, 34, 9, 12. Voir le contexte ici.
Bene diagnoscitur, bene curatur« Bien diagnostiquer, c'est bien soigner. »
Bertha rosas, Heotrud violas dat« Berthe donne des roses, Heotrud des violettes. » Extrait d'un poème de Théodulphe, évêque d'Orléans (760-821) qui fut promoteur, avec d'autres, auprès de Charlemagne, de la renaissance carolingienne. Théodulphe décrit une scène charmante entre l'Empereur et ses filles. Voir ici un extrait de ce récit. Théodulphe donne une image des relations particulières de l'Empereur avec les femmes (filles, sœurs) de son entourage ; les relations incestueuses du souverain sont à peu près avérées et sa fille Gisla (Gisèle selon l'orthographe moderne) aurait été la mère de son prétendu neveu Roland.
Bene qui latuit bene vixit« Vivre ignoré, c'est vivre heureux. ». Ovide, Tristes, 3, 4, 25.
Bis dat, qui cito datou Bis dat qui dat celeriter : « Donner rapidement, c'est donner deux fois. »  Érasme, Adages, 1, 8, 91, repris de Publius Syrus, Sentences.
Bis repetita placent« Ce qui est répété, redemandé plaît. ». Horace, Art poétique, 365. Souvent utilisée ironiquement et par antiphrase pour faire remarquer à un orateur qu'il se répète inutilement.
Bis repetita non placent« Ce qui est répété ne séduit plus. ». Plate imitation de la locution précédente.
Bona fide« De bonne foi, sincèrement. »
Bona fides contraria est fraudi et dolo« La bonne foi s'oppose à la fraude et au dol. » Adage juridique.
Bona valetudo melior est quam maximæ divitiæ« Une bonne santé vaut mieux que les plus grandes richesses. » Cicéron, Post Reditum, 2, 5.
Boni pastoris est tondere pecus, non deglubere« Le bon pasteur tond ses brebis, il ne les écorche pas. » Recommandation de Vespasien à ses préfets, leur intimant de ne pas accabler le peuple d'impôts.[réf. nécessaire].
Bonum ex malo non fit« D'un mal ne peut naître un bien. » Sénèque, Lettres à Lucilius, 9, 87, 22. Voir ici le texte en question. Le sermon 61 de Saint Augustin affirme le contraire : voir Ex malo bonum.
Bonum vinum lætificat cor hominis« Le bon vin réjouit le cœur des hommes. » Cette formule est inexactement réputée être tirée de l’Ecclésiaste 10, 19 . Elle l'est plus précisément du Psaume 104 verset 15  D'ailleurs l'Ecclésiaste véhicule une pensée plutôt pessimiste et sombre ; brièvement : “tout est vanité” ; “rien ne sert à rien”. Voir ici.
Brevitatis causa« Dit brièvement ».
Aller à l'index de locutions latines

## Beatus ille qui procul negotiis
Horace, Épodes, 2, 1. [Traduction : Ch.-M. Leconte de Lisle (1818-1894), Horace, traduction nouvelle ; Paris, A. Lemerre, 1911.]
| Beatus ille qui procul negotiis, ut prisca gens mortalium, paterna rura bubus exercet suis solutus omni faenore | Heureux celui qui loin des affaires, comme la race antique des hommes, laboure avec ses bœufs les champs paternels, libre de tout souci usuraire; |
Retour à la liste des locutions latines

## Beatus qui prodest quibus potest
Cicéron, Des devoirs, 3, 15, 63-64. [Traduction : Charles Appuhn, Cicéron, De la vieillesse, De l'amitié, Des devoirs ; Paris, Garnier, 1933.]
| Hecatonem quidem Rhodium, discipulum Panaetii, video in iis libris, quos de officio scripsit Q- Tuberoni, dicere, sapientis esse nihil contra mores, leges, instituta facientem habere rationem rei familiaris. Neque enim solum nobis divites esse volumus, sed liberis, propinquis, amicis maximeque rei publicae. Singulorum enim facultates et copiae divitiae sunt civitatis. Huic Scaevolae actum, de quo paulo ante dixi, placere nullo modo potest. Etenim omnino tantum se negat facturum compendii sui causa, quod non liceat. | Je vois qu'Hécaton, de Rhodes, un disciple de Panétius, dit, dans l'ouvrage qu'il a dédié à Q. Tubéron : « Il est d'un sage d'avoir souci de son propre avoir sans rien faire de contraire aux coutumes, aux lois et aux institutions en vigueur. Ce n'est pas seulement pour nous-mêmes que nous voulons être riches, c'est pour nos enfants, nos proches, nos amis et surtout dans l'intérêt de l'État. Les ressources, les fortunes des particuliers font la richesse de la cité. » Ce moraliste n'aurait certes pas goûté le désintéressement qu'a montré Scévola dans l'affaire dont je parlais ci-dessus. Il ne s'interdit en effet, pour grossir son avoir, que ce qu'interdisent les lois et coutumes. |
| Huic nec laus magna tribuenda nec gratia est. Sed sive et simulatio et dissimulatio dolus malus est, perpaucae res sunt, in quibus non dolus malus iste versetur, sive vir bonus est is, qui prodest quibus potest, nocet nemini, certe istum virum bonum non facile reperimus. Numquam igitur est utile peccare, quia semper est turpe, et, quia semper est honestum virum bonum esse, semper est utile. | Il n'y a pas là de quoi se glorifier et on ne peut lui en savoir beaucoup de gré. Mais si le dol consiste dans la feinte et la dissimulation, il y a bien peu d'affaires qui en soient exemptes et si l'honnête homme est celui qui fait du bien autant qu'il peut autour de lui et ne fait de mal à personne, nous aurons quelque peine à trouver un honnête homme. Pour conclure donc, il n'est jamais utile de mal faire et, parce qu'il est toujours beau d'être un honnête homme, cela est toujours utile. |
Retour à la liste des locutions latines

## Bellum se ipsum alet
Tite-Live, Ab Urbe Condita (Histoire romaine), 34, 12. [Traduction : Collection des Auteurs latins sous la direction de M. Nisard, Œuvres de Tite-Live, t. II ; Paris, Firmin Didot, 1864.]
| Id erat forte tempus anni ut frumentum in areis Hispani haberent; itaque redemptoribus uetitis frumentum parare ac Romam dimissis 'bellum' inquit 'se ipsum alet'. profectus ab Emporiis agros hostium urit uastatque, omnia fuga et terrore complet. | C'était le moment de l'année où les blés étaient déjà serrés dans les granges. Caton défendit aux fournisseurs de s'occuper des approvisionnements, et les renvoya à Rome en disant: "La guerre entretiendra la guerre." Il partit ensuite d'Emporiae, mit à feu et à sang le territoire ennemi, et répandit partout l'épouvante et la consternation. |
Retour à la liste des locutions latines

## Bertha rosas, Heotrud violas dat
Théodulphe, évêque d'Orléans, (760-821) [in Orlando de Rudder, Aperto libro ; Larousse, Paris, 1988].
| S'il s'assied, que ses filles incomparables lui donnent leurs cadeaux au milieu d'embrassements ardents et que l'objet de son amour et de sa tendresse lui en donne aussi. Que Berthe lui donne des roses, Heotrud des violettes, Gisla des lys. Que chacune lui apporte des présents de nectar et d'ambroisie. Heotrud des pommes, Hiltrud les présents de Cérès, Théodrade ceux de Bacchus. Que d'aspects différents ! Mais c'est la même beauté en toutes. C'est l'éclat des pierres précieuse chez l'une, la splendeur de l'or chez l'autre […] C'est la disposition d'une fibule ou l'ornement d'un bandeau. C'est la parure d'un bracelet ou l'agrément d'un collier. Telle est revêtue d'une robe gris-fer, telle autre de jaune safran; telle ceint sa gorge d'un linge blanc comme le lait, telle autre d'un rouge. Qu'elles fassent au roi la faveur de tendres propos ou de leur rire qu'elles charment leur père par leur démarche et leurs plaisanteries. Que si la très sainte sœur du roi se trouve là, elle donne de doux baisers à son frère et réciproquement. Mais qu'elle reste calme et modère ses joies pour garder dans son cœur celle que lui donne l'époux éternel. |
Retour à la liste des locutions latines

## Bonum ex malo non fit
Sénèque, Lettres à Luculius, 11, 87, 22. [Traduction : MM. Charpentier & Lemaistre, Collection Panckoucke ; Paris, Garnier, 1860.]
| « Bonum ex malo non fit ; diuitiae fiunt autem ex auaritia; diuitiae ergo non sunt bonum. » - Non est, inquit, uerum, bonum ex malo non nasci : ex sacrilegio enim et furto pecunia nascitur. Itaque malum quidem est sacrilegium et furtum, sed ideo quia plura mala facit quam bona ; dat enim lucrum, sed cum metu, sollicitudine, tormentis et animi et corporis. - Quisquis hoc dicit, necesse est recipiat sacrilegium, sicut malum sit quia multa mala facit, ita bonum quoque ex aliqua parte esse, quia aliquid boni facit : quo quid fieri portentuosius potest ? Quamquam sacrilegium, furtum, adulterium inter bona haberi prorsus persuasimus. | « Le bien ne peut naître du mal : les richesses naissent de l'avarice : donc elles ne sont pas un bien. » - Il n'est pas vrai, objecte-t-on, que le bien ne puisse pas naître du mal : car du sacrilége et du vol il peut venir de l'argent. Aussi le sacrilège et le vol ne sont des maux que parce qu'ils font plus de mal que de bien ; car le profit qu'ils apportent est accompagné de craintes, d'inquiétudes, de tourments du corps et de l'âme. - Tenir ce langage, c'est admettre nécessairement que, si le sacrilège est un mal, en tant qu'il produit beaucoup de maux, il est, sous d'autres rapports, un bien, en tant qu'il produit quelque bien. Or, je le demande, est-il rien de plus monstrueux que ce raisonnement, quoique nous en soyons venus aujourd'hui à mettre le sacrilége, le vol et l'adultère au nombre des biens ? |
Retour à la liste des locutions latines

## Bonum vinum lætificat cor hominis
Bible, Ecclésiaste, 10, 19. [Traduction : Louis Segond, 1910.]
| Malheur à toi, pays dont le prince est un enfant et dont les puissants mangent le matin ! Heureux-toi, pays dont le roi est de race illustre et dont les princes mangent au temps convenable pour contenir leurs forces et non pour se livrer à la boisson ! Quand les mains sont paresseuses, la charpente s'affaisse ; et quand les mains sont lâches, la maison à des fuites ; on fait des repas pour se divertir, le vin rend le cœur de l'homme heureux et l'argent répond à tout. |
Retour à la liste des locutions latines